# Psí vojáci (film, 2002)
Psí vojáci (v anglickém originále Dog Soldiers) je britský akční film z roku 2002. Režisérem filmu je Neil Marshall. Hlavní role ve filmu ztvárnili Kevin McKidd, Sean Pertwee, Emma Cleasby, Liam Cunningham a Darren Morfitt.

## Obsazení
| Kevin McKidd    | Cooper         |
| Sean Pertwee    | Harry G. Wells |
| Emma Cleasby    | Megan          |
| Liam Cunningham | Ryan           |
| Darren Morfitt  | Witherspoon    |
| Chris Robson    | Joe Kirkley    |
| Leslie Simpson  | Terry Milburn  |
| Thomas Lockyer  | Bruce Campbell |